# Marius Alexe
Marius Silviu Alexe (Bucarest, 22 febbraio 1990) è un ex calciatore rumeno, di ruolo attaccante.

## Caratteristiche tecniche
Destro di piede, poteva ricoprire indifferentemente il ruolo di attaccante centrale o esterno sinistro offensivo.

## Carriera

### Club
Viene notato all'età di 10 anni da un allenatore delle giovanili della Dinamo Bucarest e inizia lì la sua carriera. 

Nel 2008 viene prestato all'Astra Ploieşti, squadra militante nella seconda serie rumena. Segna 6 gol in 23 partite e aiuta la squadra nella promozione in Liga I. Inizia la stagione successiva in Liga I ma dopo una partita contro il Rapid Bucarest viene richiamato alla Dinamo.
Dal 2009 ritorna alla Dinamo dove rimane fino al 2013.
Il 9 luglio 2013 passa in prestito al club italiano del Sassuolo, neopromosso in Serie A.
Il 17 agosto 2013 debutta con la maglia neroverde nella partita di Coppa Italia Novara-Sassuolo (1-3 dts). Il 25 agosto seguente debutta in Serie A nella partita Torino-Sassuolo (2-0)

### Nazionale
Partecipa con la Nazionale Under-21 alle qualificazioni per gli Europei di categoria del 2011, perdendo i play-off contro l'Inghilterra.
Ha debuttato con la Nazionale maggiore il 29 marzo 2011, nella partita di qualificazione agli Europei 2012 contro il Lussemburgo.

## Statistiche

### Cronologia presenze e reti in nazionale
| Cronologia completa delle presenze e delle reti in nazionale ― Romania | Cronologia completa delle presenze e delle reti in nazionale ― Romania | Cronologia completa delle presenze e delle reti in nazionale ― Romania | Cronologia completa delle presenze e delle reti in nazionale ― Romania | Cronologia completa delle presenze e delle reti in nazionale ― Romania | Cronologia completa delle presenze e delle reti in nazionale ― Romania | Cronologia completa delle presenze e delle reti in nazionale ― Romania | Cronologia completa delle presenze e delle reti in nazionale ― Romania |
| Data                                                                   | Città                                                                  | In casa                                                                | Risultato                                                              | Ospiti                                                                 | Competizione                                                           | Reti                                                                   | Note                                                                   |
| ---------------------------------------------------------------------- | ---------------------------------------------------------------------- | ---------------------------------------------------------------------- | ---------------------------------------------------------------------- | ---------------------------------------------------------------------- | ---------------------------------------------------------------------- | ---------------------------------------------------------------------- | ---------------------------------------------------------------------- |
| 29-3-2011                                                              | Piatra Neamț                                                           | Romania                                                                | 3 – 1                                                                  | Lussemburgo                                                            | Qual. Euro 2012                                                        | -                                                                      | 84’                                                                    |
| 3-6-2011                                                               | Bucarest                                                               | Romania                                                                | 3 – 0                                                                  | Bosnia ed Erzegovina                                                   | Qual. Euro 2012                                                        | -                                                                      | 87’                                                                    |
| 7-6-2011                                                               | San Paolo                                                              | Brasile                                                                | 1 – 0                                                                  | Romania                                                                | Amichevole                                                             | -                                                                      | 53’                                                                    |
| 12-6-2011                                                              | Asunción                                                               | Paraguay                                                               | 2 – 0                                                                  | Romania                                                                | Amichevole                                                             | -                                                                      |                                                                        |
| 30-5-2012                                                              | Lucerna                                                                | Svizzera                                                               | 0 – 1                                                                  | Romania                                                                | Amichevole                                                             | -                                                                      | 46’                                                                    |
| 5-6-2012                                                               | Innsbruck                                                              | Austria                                                                | 0 – 0                                                                  | Romania                                                                | Amichevole                                                             | -                                                                      | 62’                                                                    |
| 2-2-2013                                                               | Malaga                                                                 | Romania                                                                | 1 – 4                                                                  | Polonia                                                                | Amichevole                                                             | -                                                                      | 65’                                                                    |
| 6-2-2013                                                               | Malaga                                                                 | Australia                                                              | 2 – 3                                                                  | Romania                                                                | Amichevole                                                             | -                                                                      | 63’                                                                    |
| Totale                                                                 |                                                                        | Presenze                                                               | 8                                                                      |                                                                        | Reti                                                                   | 0                                                                      |                                                                        |

## Palmarès

### Club

#### Competizioni nazionali
- Coppa di Romania: 1

Dinamo Bucarest: 2011-2012
- Supercoppa di Romania: 1

Dinamo Bucarest: 2012